# 迪特尔·赫内斯
迪特尔·赫内斯（德語：Dieter Hoeneß，1953年1月7日—），德国前男子足球运动员，场上位置是前锋。他曾代表西德国家队参加1986年国际足联世界杯，结果队伍获得亚军。